# Lume-1
Le Lume-1 est un nanosatellite espagnol développé à des fins éducatives et scientifiques par l'Université de Vigo en coopération avec Alén Space, l'Université de Porto et le Centre National de la Recherche Scientifique. Le satellite fait partie du programme Fire-RS afin de lutter contre les feux de forêt,. Il a été lancé le 27 décembre 2018.

## Description
C'est un CubeSat 2U, mesurant donc 10 x 10 x 20 cm.